# Delio Fernández
Delio Fernández Cruz (Moaña, 17 februari 1986) is een Spaans voormalig wielrenner.

## Belangrijkste overwinningen
2013
3e etappe Ronde van Portugal
2014
Eindklassement Trofeo Joaquim Agostinho
2015
2e en 7e etappe Ronde van Portugal
2017
Eindklassement Ronde van Oostenrijk
2023
5e etappe Ronde van Portugal

## Resultaten in voornaamste wedstrijden
| Jaar | Ronde van Italië | Ronde van Frankrijk | Ronde van Spanje |
| ---- | ---------------- | ------------------- | ---------------- |
| 2009 | 124e             |                     |                  |
| 2010 |                  |                     | 60e              |
| 2016 |                  |                     |                  |
| 2021 |                  |                     |                  |

| Jaar | Waalse Pijl | Clásica San Sebastián |
| ---- | ----------- | --------------------- |
| 2009 |             |                       |
| 2010 |             | 74e                   |
| 2016 | 158e        |                       |
| 2021 | 105e        |                       |

## Ploegen
2008 –  Xacobeo Galicia
2009 –  Xacobeo Galicia
2010 –  Xacobeo Galicia
2011 –  Onda
2012 –  Onda
2013 –  OFM-Quinta da Lixa
2014 –  OFM-Quinta da Lixa
2015 –  W52-Quinta da Lixa
2016 –  Delko Marseille Provence KTM
2017 –  Delko Marseille Provence KTM
2018 –  Delko Marseille Provence KTM
2019 –  Delko Marseille Provence
2020 –  NIPPO DELKO One Provence
2021 –  DELKO
2022 –  Atum general/Tavira/Maria Nova Hotel
2023 –  APHotels and Resorts-Tavira
2024 –  APHotels & Resorts/Tavira/SC Farense
2025 –  APHotels & Resorts/Tavira/SC Farense (tot 2 april)
Barros · Caldeira · Carvalho · Costa · Fernandes · Fernández · Marque · Matias · Oliveira · Prades · Rosendo · Veloso
Barros · Bras · Caldeira · Carvalho · Cipriano · Costa · Durán · Fernandes · Fernández · Matias · Oliveira · Prades · Ribeiro · Sousa · Veloso · Vilela
Alarcón · Caldeira · A. Carvalho · G. Carvalho · Fernandes · Fernández · Matias · Oliveira · Perez · Ribeiro · Sánchez · Silva · G. Veloso · R. Veloso · Vinhas
Andersen · Aristi · Combaud · Di Grégorio · Díaz · El Fares · Fernández · Finetto · Giraud · Hupond · Laas · Lemarchand · Madrazo · Martinez · Pacher · Rodríguez · Šiškevičius · Smukulis · Couanon (stagiair) · Dyball (stagiair) · Liepiņš (stagiair)
Areruya · Combaud · De Rossi · Di Grégorio · El Fares · Fernández · Filosi · Finetto · Guérin · Jones · Kasperkiewicz · Leveau · Madrazo · Martinez · Michajlov · Moreno · Rodríguez · Šiškevičius · Smukulis · Trarieux · Fedeli (stagiair) · Meyer (stagiair) · Rochas (stagiair)
Areruya · Combaud · De Rossi · El Fares · Fedeli · Fernández · Filosi · Finetto · Grosu · Guérin · Jones · Kasperkiewicz · Leveau · Moreno · Navardauskas · Rochas · Schmidt · Šiškevičius · Trarieux · Carr (stagiair) · Delettre (stagiair) · Guichard (stagiair)